# Laura Dower
Laura Dower, född 12 mars (eller 9 mars) 1967 i Massachusetts, är en amerikansk författare. Hon är mest känd för bokserien Madison Finn.
Dower har skrivit mer än sextio böcker för barn och ungdomar. Laura var tidigare förläggare för just barnlitteratur (på den New York-baserade förlaget Scholastic), tills hon beslöt sig för att själv skriva böcker. Hon har varit författare på heltid sedan 1999.
Laura gör även tecknade serier, ofta med tuffa tjejkaraktärer, som har varit populära i olika tidningar i USA. Hon har författat bilderböcker baserade på den animerade TV-serien Powerpuffpinglorna. Ibland skriver hon under pseudonymen Jo Hurley.
På svenska har ett antal av hennes böcker getts ut på Wahlströms bokförlag.

### Madison Finn (utgivning på svenska)
1. Kompisar på nätet. Stockholm: B. Wahlström. 2004. ISBN 9132146256 (originaltitel: Only the Lonely, 2001)
2. Killvarning. Stockholm: B. Wahlström. 2004. ISBN 9132146264 (Boy, Oh Boy, 2001)
3. Stackars mig. Stockholm: B. Wahlström. 2004. ISBN 9132146272 (Play It Again, 2001)
4. Värsta partyt. Stockholm: B. Wahlström. 2004. ISBN 9132146280 (Caught in the Web, 2001)
5. Drömjobbet. Stockholm: B. Wahlström. 2005. ISBN 9132147066 (Thanks for Nothing, 2001)
6. Insnöad. Stockholm: B. Wahlström. 2005. ISBN 9789132147074 (original: Lost and Found, 2001)
7. Tjejerna mot killarna. Stockholm: B. Wahlström. 2005. ISBN 9132148178 (Save the Date, 2002)
8. Perfekt som en popstjärna. Stockholm: B. Wahlströms. 2005. ISBN 9132148186 (Picture-perfect, 2002)
9. Sommarkärlek. Stockholm: B. Wahlström. 2006. ISBN 9132148674 (Just Visiting, 2002)
10. Ge och ta. Stockholm: B. Wahlström. 2006. ISBN 9132148682 (Give and Take, 2002)